# Monardella undulata
Monardella undulata är en kransblommig växtart som beskrevs av George Bentham. Monardella undulata ingår i släktet Monardella och familjen kransblommiga växter. Utöver nominatformen finns också underarten M. u. undulata.